# Тимиряково
Тимиряково (баш. Тимерәк) — деревня в Мечетлинском районе Республики Башкортостан Российской Федерации. Входит в состав Юнусовского сельсовета.

## География

### Географическое положение
Находится на правом берегу реки Ай.
Расстояние до:
- районного центра (Большеустьикинское): 24 км,
- центра сельсовета (Юнусово): 1 км,
- ближайшей ж/д станции (Сулея): 150 км.

## Население
| 1939 | 1959 | 1970 | 1979 | 1989 | 2002 | 2009 |
| ---- | ---- | ---- | ---- | ---- | ---- | ---- |
| 285  | ↘275 | ↗279 | ↘210 | ↘141 | ↘132 | ↘115 |
| 2010 |      |      |      |      |      |      |
| ↗118 |      |      |      |      |      |      |